# Annasz
Annasz (hebr. Hananja) – imię męskie pochodzenia biblijnego. Wywodzi się od hebrajskiego słowa oznaczającego Jahwe się zlitował. Pojawia się w polskich tłumaczeniach także w wersjach Ananos i Ananus.
Imię to nosiło dwóch arcykapłanów żydowskich:
- Annasz syn Setiego – znany z tego, że w Wielki Piątek przesłuchiwał Jezusa; teść Józefa Kajfasza.
- Annasz syn Annasza – znany też jako Annasz Młodszy.